# Friedrich Adler (író)
Friedrich Adler (Kosova Hora, 1857. február 13. – Prága, 1938. február 2.) osztrák író.

## Élete
Joseph Adler vendéglős és szappangyáros fia volt, anyja neve Marie Fürth. Szülei halála után (1866 körül) életkörülményei nehezebbé váltak, csak ritkán tudta az amschelbergi elemi iskolát látogatni, ennek ellenére sikeresen bejutott egy prágai középiskolába, majd az ottani Károly Egyetemre is. Előbb újlatin nyelveket, később az angol, cseh és az újgörög nyelvet tanulmányozta. Később tantárgyat váltott, joggal és politológiával kezdett foglalkozni.
Még egyetemistaként egy költői versenyen vett részt, Henry Wadsworth Longfellow költeményeit fordította németre. 1883-ban jogi doktor lett. 1891. január 1. nyitotta meg ügyvédi irodáját Prágában.
1895 márciusában vette feleségül Regine Wessely-t, aki a morvaországi Trebitschből származott. Két lánya született, Marie-Elise és Gertrude. 1896-ban a Prágai Kereskedelmi Tanács titkára lett (ezt az állását az első világháború kitöréséig töltötte be). A Prágai Német Egyetemen filológiát oktatott, valamint a Bohemia című lap művészeti és színházi tanácsadója volt. 1900-tól spanyolt tanított a Prágai Német Kereskedelmi Akadémián. 
Az első világháború után a Cseh Nemzetgyűlés fordítóirodájának vezetője volt. Hugo Salus mellett a prágai irodalmi élet egyik vezető személyisége volt. Tagja volt a hazafias-liberális német művészek egyesületének, a Concordia-nak. Kiterjedt levelezést folytatott a kor irodalmának vezetőivel. 
1938-ban hunyt el, családja a holokauszt áldozata lett: feleségét 1943-ban ölték meg a theresienstadti koncentrációs táborban, az e táborból deportált lányairól az utolsó feljegyzés Zamośćban kelt, a megszállt Lengyelországban, 1943-ban. Unokaöccse a neves karlsbadi belgyógyász orvos Oscar Adler volt.
Késői klasszicista és korai naturalista verseket és drámákat írt, fordítóként elsősorban cseh és spanyol szerzők munkáit ültette át német nyelvre (köztük Pedro Calderón de la Barca, Tirso de Molina és Jaroslav Vrchlický). Zwei Eisen im Feuer című darabját a bécsi Burgtheater, a Don Gol-t a müncheni Hoftheater mutatta be. Adler Johann Wolfgang Goethe utódjának mondta magát. Számos esszét írt, többet Detlev von Liliencron-nal közösen. Néhány munkájából szocialista- és papságellenes meggyőződése derül ki. Németre fordította Bedřich Smetana Az eladott menyasszony című operáját. Ecloge című költeményét Arnold Schönberg zenésítette meg.

## Válogatott munkái
- Gedichte. Fontane, Berlin, 1893
- Neue Gedichte. Meyer, Leipzig, 1899
- Sport. Schauspiel, 1899
- Freiheit – Der Prophet Elias – Karneval. Drei Einakter. Cotta, Stuttgart, 1904
- Vom goldenen Kragen. Sonette. Bellmann, Prag, 1907
- Der gläserne Magister. Schauspiel in vier Akten. Cotta, Stuttgart, Berlin, 1910
- Kriegsgedichte 1914–1916. Gedichte. Landeshilfsverein vom Roten Kreuze für Böhmen, Prag, 1916

## Külső hivatkozások
- Ludmila Krulišová tanulmánya Adlerről, cseh nyelven
- Adler által, illetve róla írott munkák a Deutsche Nationalbibliothek oldalán

## Fordítás
- Ez a szócikk részben vagy egészben  a   Friedrich Adler (Schriftsteller) című német Wikipédia-szócikk ezen változatának fordításán alapul.  Az eredeti cikk szerkesztőit annak laptörténete sorolja fel. Ez a jelzés csupán a megfogalmazás eredetét és a szerzői jogokat jelzi, nem szolgál a cikkben szereplő információk forrásmegjelöléseként.